# Rondinelli (gruppo musicale)
I Rondinelli sono un gruppo heavy metal formato a New York nel tardo 1984 dal batterista Bobby Rondinelli.

## Storia
Il batterista Newyorkese Bobby Rondinelli, dopo essere stato rifiutato dai Kiss nel 1980 (band nel quale subentrerà Eric Carr), e dopo un'esperienza nei Rainbow, decise di fondare una propria band assieme al fratello Teddy (chitarra) nel 1984, al quale darà il nome di "Rondinelli". Poco prima di avviare questo progetto, Rondinelli suonò in occasione di alcune sessioni dell'album Love at First Sting degli Scorpions. La prima versione dei Rondinelli era fronteggiata dal singer Jeff Fenholt. Fenholt aveva registrato nel 1980 del materiale mai realizzato con gli Armageddon, band fondata negli anni settanta dall'ex frontman dei The Yardbirds Keith Relf. Il cantante durerà a breve nel progetto poiché verrà reclutato dai Black Sabbath a sostituzione di David Donato. Nel 1985 i fratelli Rondinelli aggiornarono quindi la formazione con il bassista James Lomenzo ed il cantante Ray Gillen.
La band ottenne una certa popolarità attorno al circuito della East Coast, guadagnando presto l'interessamento di una major label. Come risultato, una prima versione demo del debutto venne registrata nel tardo 1985, ma nel frattempo Lomenzo abbandonò la band per entrare nei White Lion, venendo sostituito da Tommy Hendrikson. La formazione così composta durò fino al marzo 1986, quando Gillen venne contattato dai Black Sabbath come sostituzione di Glenn Hughes. Il progetto venne quindi sciolto quando Bobby Rondinelli e Hendrikson raggiunsero i tedeschi Doro, con cui pubblicarono il disco Force Majeure nel 1989. Hendrikson, dopo lo scioglimento dei Warlock, entrerò per un periodo nei War & Peace, gruppo fondato dall'ex bassista dei Dokken Jeff Pilson.

### Dopo lo scioglimento
Nel 1985 Jeff Fenholt entrò nei Black Sabbath come cantante per 7 mesi dopo l'allontanamento di David Donato, tuttavia verrà poi sostituito da Glenn Hughes lo stesso anno. In seguito ebbe un'esperienza nei Joshua con cui pubblicò il disco Surrender nel 1986. Verrà poi sostituito da Rob Rock (ex Impellitteri, M.A.R.S.). Neanche un anno dopo la sua dipartita dai Sabbath, quando questi pubblicarono Seventh Star, Fenholt sostenne di aver partecipato alle registrazioni dell'album, pur non essendone stato accreditato. In effetti con Fenholt era stata incisa nel 1985 una demo intitolata Star of India, le cui parti saranno in seguito utilizzate per comporre la title track.
Ray Gillen raggiunse il superprogetto Blue Murder, fondato dall'ex chitarrista dei Tygers of Pan Tang, Thin Lizzy e Whitesnake John Sykes, dove durerà poche settimane. Subito dopo entrò nei Badlands (gruppo musicale statunitense), progetto fondato dall'ex chitarrista di Ozzy Osbourne Jake E. Lee, con cui registrò una serie di album.
Nel 1991 Bobby Rondinelli fece parte di un gruppo fondato dagli ex membri dei Quiet Riot Kevin DuBrow e Carlos Cavazo chiamato "The Heat". Tuttavia il gruppo riprese il nome dei Quiet Riot quando Rondinelli abbandonò il progetto, sostituito dal batterista originale dei Quiet Riot Frankie Banali.
Nel 1993 Rondinelli e Gillen si ritrovarono nuovamente assieme nei Sun Red Sun, gruppo fondato già nel 1991 senza la loro presenza. Nel frattempo Gillen continuava l'esperienza nei Black Sabbath, dove registrò alcune versioni del futuro album The Eternal Idol. Ma una volta avviata la band, egli venne affetto dal virus del HIV. Il 3 dicembre 1993, il cantante morì nella sua casa in New Jersey. Il disco dei Sabbath The Eternal Idol sarà reinciso con Tony Martin alla voce.
Nel 1992 i Rondinelli si riunirono, formati dai fratelli e la sorella Dorothy alle tastiere, ed il bassista Teddy Cook (ex Dio, Great White). Quest'ultimo poi raggiunse i Virgin Steele, sostituito da Rob DiMartino. A raggiungere i Rondinelli doveva essere anche il frontman dei Virgin Steele David DeFeis, ma infine rimase impegnato con la sua prima band.
Tra il 1992 e il 1994 Bobby Rondinelli raggiunse i Black Sabbath con cui pubblicò il disco Cross Purposes (1994). Nel frattempo partecipò come ospite al disco dei Quiet Riot Terrified nel 1993.
Dopo lo scioglimento dei White Lion nel 1991, Lomenzo entrò a far parte dei Pride & Glory, progetto southern rock fondato dall'ex chitarrista di Ozzy Osbourne, Zakk Wylde con cui pubblicò un disco omonimo nello stesso anno.
Il disco dei Rondinelli Wardance venne pubblicato nel 1996, ed era composto da vario materiale demo e live registrato nel corso degli anni, con il contributo del tastierista Corey Davidson. Rondinelli ritornò nei Black Sabbath in occasione di alcune date per supportare il nuovo album Forbidden. Dal 2000 il batterista divenne membro del supergruppo AOR The Sign, con cui pubblicò il disco Signs Of Life. Teddy Cook raggiunse questa band in occasione di alcune date live.

### Reunion
Il gruppo venne poi ricostituito nel 2003; la nuova formazione vedeva, oltre allo stesso Bobby Rondinelli, appena uscito dai Riot V, altri due ex Black Sabbath; il cantante Tony Martin, ed il bassista Neil Murray, nonché suo fratello Teddy Rondinelli. Nel 2003 vedrà la luce il loro nuovo album, Our Cross - Our Sins.

## Formazione

### Formazione attuale
- Bobby Rondinelli - batteria (1984-1986;2003-oggi)
- Tony Martin - voce (2003-oggi)
- Teddy Rondinelli - chitarra, voce (2003-oggi)
- Neil Murray - basso (2003-oggi)

### Ex componenti
- Jeff Fenholt - voce (1984-85)
- Ray Gillen - voce (1985-86) (R.I.P.)
- Cory Davidson - tastiere (1984-1986)
- James Lomenzo - basso, chitarra (1985)
- Dorothy Rondinelli - tastiere (1992)
- Teddy Cook - basso (1992)
- Rob DiMartino - basso (1992)

## Discografia
- 1996 - Wardance
- 2003 - Our Cross - Our Sins